# 双槽乡
双槽乡是中国陕西省商洛市丹凤县下辖的一个乡。

## 行政区划
双槽乡下辖以下行政区：
宽坪村、小岭村、双槽村、大庄村、崖屋沟村、何家店村、油房村